# Batu Berendam
Batu Berendam – miasto we Malezji w stanie Malakka. W 2000 roku liczyło 22 197 mieszkańców.